# شرافت مدت زیادی است که از بین رفته‌است
شرافت مدت زیادی است که از بین رفته‌است (به هندی: Sharafat Gayi Tel Lene) و (به انگلیسی: Nobility has gone away for a long time) فیلمی هندی محصول سال ۲۰۱۵ و به کارگردانی گورمیت سینگ است. در این فیلم بازیگرانی همچون زاید خان، رانویجی سینگها، تینا دسای و انوپم کهیر ایفای نقش کرده‌اند.